# Rudolf Wiener-Welten
Rudolf Wiener-Welten (* 3. Dezember 1864 in Wien; † 19. August 1938 ebenda), geboren als Ritter Wiener von Welten, 1918 bis 1919 Freiherr Wiener von Welten, war ein österreichischer Gutsherr.

Rudolf Ritter Wiener von Welten mit Ehefrau Clara 1900

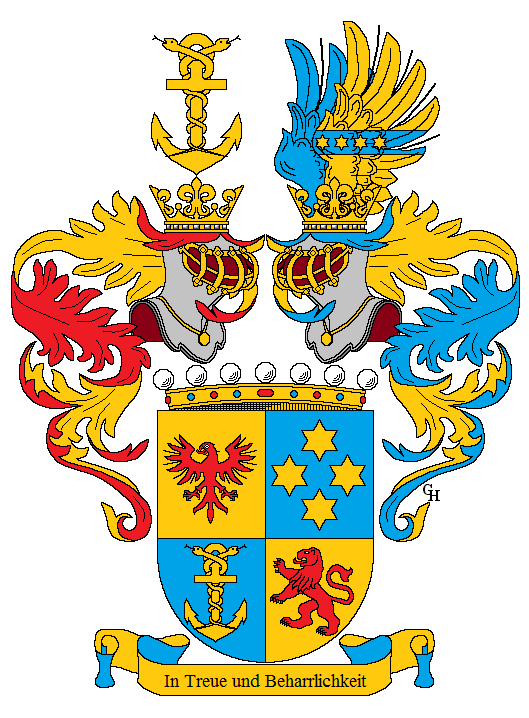
Freiherrenwappen Wiener von Welten, 1918

## Leben
Rudolf Ritter Wiener von Welten war der jüngere Sohn des jüdischen Bankiers Eduard Ritter Wiener von Welten und von Henriette Goldschmidt (1829–1904), Tochter des Bankiers Benedikt Hayum Goldschmidt (1798–1873), Gründer des Bankhauses B.H. Goldschmidt in Frankfurt am Main. Sein älterer Bruder Alfred Wiener Ritter von Welten, Oberleutnant der Reserve, starb am 13. Juni 1886 bei einem Duell in Doboj in Bosnien. Von seinem Vater erbte Rudolf unter anderem das Palais Wiener von Welten am Schwarzenbergplatz 2 und das 1879 erworbene Schloss Leopoldsdorf bei Wien.
1890 wurde Rudolf Ritter Wiener von Welten Mitglied der Österreichischen Geographischen Gesellschaft. Im gleichen Jahr begann er mit einem erfolgreichen Gestüt für Rennpferde.
1900 heiratete er Clara von Reck, mit der er drei Kinder bekam. 1903 ließ er sein Schloss Leopoldsdorf zum dreiflügeligen Schloss samt Turm ausbauen. Dort war auch seine Sammlung orientalischer Kunst, die er von Reisen in den Nahen und Fernen Osten mitgebracht hatte, untergebracht. In Leopoldsdorf finanzierte er zahlreiche kommunale und soziale Einrichtungen auf eigene Kosten.
Im Ersten Weltkrieg diente er als Ordonnanzoffizier und erhielt mehrere Orden. 1918 wurde er in den Freiherrenstand erhoben.
Nach dem Einmarsch der deutschen Wehrmacht in Österreich im März 1938, schoss sich Wiener-Welten am 16. August 1938 in seiner Wiener Wohnung in den Kopf. Er starb am 19. August 1938 an seinen Schussverletzungen. Laut seinem Abschiedsbrief war die drohende Arisierung von Schloss Leobersdorf Auslöser der Tat.
Er liegt begraben in einer Grabkapelle am Hietzinger Friedhof (Gruppe 19, Nr. 167).